# La playa vacía
La playa vacía es una obra de teatro en dos actos de Jaime Salom, estrenada en 1970.

## Argumento
Es el final de verano y los turistas abandonan la playa. Victoria, una mujer madura teme enfrentarse a la soledad del invierno y encuentra su único consuelo en la compañía de Pablo, el joven encargado de cuidar la playa. Pero éste sólo trabaja a cambio de dinero. En ese momento, el mar arroja el cadáver de una joven llamada Tana.

## Representaciones destacadas
- Teatro Lara, Madrid, 20 de noviembre de 1970. Estreno
  - Dirección: Alberto Closas.
  - Intérpretes: Arturo Fernández, Queta Claver, Manuel Dicenta, Silvia Tortosa.
- Cine (España, 1976).
  - Dirección: Roberto Gavaldón
  - Intérpretes: Jorge Rivero, Pilar Velázquez, Luis Ciges, Amparo Rivelles, Queta Claver.